# Yaldili
Yaldili är en ort i Azerbajdzjan.   Den ligger i distriktet Yevlax Rayonu, i den centrala delen av landet, 250 km väster om huvudstaden Baku. Yaldili ligger 49 meter över havet och antalet invånare är 1 315.
Terrängen runt Yaldili är platt, och sluttar österut. Runt Yaldili är det ganska glesbefolkat, med 43 invånare per kvadratkilometer.. Närmaste större samhälle är Mingelchaur, 17,1 km norr om Yaldili.
Trakten runt Yaldili består till största delen av jordbruksmark.